# Злочин у Купресу 1992.
Злочин у Купресу 1992 је назив за организовано етничко чишћење Срба током априла и маја 1992. у општини Купрес (БиХ), од стране водећих чланова ХДЗ Купреса.

## Позадина
Купрес је градић у југозападном делу Босне и Херцеговине. У општини Купрес налази се Купрешка висораван на 1.200 метара надморске висине, и обухвата више од 550 km2. Купрешка висораван има важан гео-стратешки положај у БиХ јер кроз њу пролази један од три пута који повезују средњу Босну и Херцеговину. Срби су на том подручју вековима чинили већину.
Покољи Срба у Бугојну и Купресу извршени су на Видовдан и Илиндан 1941. године. Поубијани и поклани бачени су у јаме. Фра Мирко Радош био је главни организатор усташке акције против Срба у околини Купреса. Усташка недела извршена августа месеца 1941. године против Срба у селу Маловану где је страдало око 70 људи, жена и деце, учињена су углавном по жељи жупника фра Радоша. За време Другог светског рата усташе су у Купресу убиле 1.038 Срба, од тога 255-оро деце млађе од 10 година. Док су Срби се углавном борили у партизанима, и око 500 их је погинуло као борци НОР. Чак ни геноцид који је у Другом светском рату спроведен према Србима на територији НДХ, није успео пореметити српску већину у Купресу. Власништво земље, према катастарским подацима након 1946. у општини Купрес је више од 70% било српско.
Према попису из 1991. године, у БиХ, Срби су имали више од 50% становништва, Хрвати 38%, муслимани 7%... На локалним вишепартијским изборима у новембру 1990. године у БиХ, Срби су у Купресу освојили већину и формирали власт.
Када је почео рат у Хрватској лета 1991. један број младих Хрвата одлази у Хрватску да би се борио на вуковарском ратишту против Срба и ЈНА. Тада почиње и илегално наоружавање босанских Хрвата у Купресу, па су и формиране паравојне јединице ХВО и ХОС, под директним надзором ХДЗ Купреса. Формиран је и Кризни штаб, мало касније и Оперативни штаб ТО, са својим подштабовима. Били су добро наоружани и свакодневно су претили ликвидацијама својим комшијама Србима. Обележавали су српске куће посебним ознакама, као у време НДХ.
30. марта 1992. Божо Рајић, председник ХДЗ Купреса обавештава писмом Гојка Шушка, министра одбране Хрватске, као и Стјепана Кљујића председника ХДЗ БиХ о приликама у Купресу, уз коментар да етничко чишћење Срба може да почне.
Марта 1992. Хрвати, а касније и муслимани, из Купреса и околине одвозе своје жене и децу ван града, а у Купресу остају само наоружани мушкарци. Крајем марта 1992. године у Купресу се често виђају наоружани Хрватски војници, што изазива велики страх код Срба, јер се оправдано страховало да се не понови геноцид из времена НДХ. Постављају се контролни пунктови на свим важним саобраћајницама које контролишу припадници ХВО и ХОС. Они још упадају у предузећа и ту постављају своје страже.

## Злочин
3. априла 1992. године у јутарњим часовима из правца села Малован, који је удаљен од Купреса 12 км, чују се детонације и пуцњава из ватреног оружја. Припадници ХВО и ХОС упадају у српска села у Купресу и убијају српске цивиле које су затекли, или их одводе у логоре: Лора, Љубушки, Задар... истовремено они пале српске куће. Почео је помор тих села.
Један од напада који се десио тог дана 3. априла 1992. био је из правца хрватског села Шуица од стране припадника хрватских јединица ХОС и ЗНГ, као и локалних Хрвата у Шујицама који су носили црне униформе и знак „У“, као усташе у Другом светском рату. Затечени мештани који нису успели да побегну убијени су у својим кућама. У Доњем Маловану убијено је најмање 20 Срба.
Напад на Купрес 3. априла 1992. је изведен од стране Оружаних снага Републике Хрватске — ЗНГ, заједно са паравојним формацијама, коју је организовало руководство ХДЗ Купреса, Дувна и Ливна, као и паравојне формације ХСП. У том злочиначком походу учествовале су следеће јединице хрватске војске:
- 106. осијечка бригада ХВ,
- 101. загребачка бригада ХВ,
- Студентска бојна ХВ „Краљ Томислав“ из Загреба,
- Специјална јединица ХВ „Жути мрави“ из Вуковара,
- Јединица за посебне задатке Министарства унутрашњих послова Хрватске,
- бојна ХВ „Зрињски“.[1][2]

Овај напад на околину Купреса 3. априла 1992. је изведен у време када је БиХ била још увек саставни део СФРЈ. Важна напомена је и то да почетком априла 1992. није било војника ЈНА на подручју Купреса.
6. априла 1992. године, око 12 сати, нападнут је и Купрес од стране припадника хрватских јединица којима су се прикључили Хрвати из Купреса. Напад је извршен са тешком артиљеријом, где су уништавали објекте чији су власници Срби.
7. априла 1992. године, у Купрес долазе војне снаге савезне државе СФРЈ, односно ЈНА. Пошто БиХ још није била међународно призната, а Србија и Црна Гора нису прогласиле заједничку државу, Југословенска народна армија била је још увек једини међународно признат војни субјекат. Њих предводи генерал Славко Лисица. Они ослобађају Купрес и сва његова села, а хрватске снаге се повлаче у Хрватску. Са собом су повели неколико десетина српских таоца, које су сместили у логор „Лора“.

## Убијени

### Убијени српски цивили, априла 1992.
1. Баштић T. Предраг, из Купреса, рођен 1971. у Ливну. Убијен у подруму Миленка Виле 5. априла 1992.
2. Боснић Н. Шпиро, из Купреса, рођен 1954. у селу Барјамовци, заклан 6. 4. 1992.
3. Ваван Г. Илија, рођен 1950. у селу Горњи Малован. Убијен 7. априла 1992. у близини Чајуше код Горњег Малована приликом бекства из опкољеног Купреса.
4. Даниловић Ј. Влајко, рођен 1952. у селу Мушић. Убијен 6. априла 1992. у својој кући у Купресу.
5. Драгољевић С. Тодор, из Купреса, рођен 1958. у селу Мушић. Убијен 6. априла 1992, а претходно је мучен.
6. Дувњак Д. Владо, из Купреса, рођен 1945. године у Оџаку, код Купреса. Убијен је 5. априла 1992. у подруму Миленка Виле, где је претходно мучен.
7. Дувњак А. Владо, из Доњег Малована, рођен 1907. у Доњем Маловану. Убијен 3. априла 1992. у Доњем Маловану код Купреса.
8. Дувњак Д. Даринка, из Доњег Малована, рођена 1935. у Благају. Убијена у Доњем Маловану 3. априла 1992.
9. Дувњак В. Милан, из Доњег Малована, рођен 1936. Убијен у Доњем Маловану код Купреса 3. априла 1992.
10. Дувњак (Митра) Милош, из Доњег Малована, рођен 1925. Убијен са својим сином Митром у Доњем Маловану 3. априла 1992.
11. Дувњак Д. Митар, рођен 1940. Убијен у Доњем Маловану код Купреса 3. априла 1992.
12. Дувњак (Милоша) Митар, из Доњег Малована, рођен 1965. Убијен 3. априла 1992.
13. Дувњак С. Светко, из Доњег Малована, рођен 1960. Убијен 3. априла 1992.
14. Дувњак Цветко
15. Живанић В. Жарко, из Купреса, рођен 1946. у Доњем Вуковском. Убијен 7. априла 1992.
16. Зубић Р. Јово, из Купреса, рођен 1950. у Благају, крај Купреса. Убијен у подрум Миленка Виле 5. априла 1992. а пре тога мучен.
17. Јарчевић М. Властимир, из села Равно код Купреса, рођен 1956. Ухапшен у Купресу 3. априла 1992. године и одведен у подрум Миленка Виле где је био затворен са групом Срба који су били подвргнути мучењу, да би касније почели да пуцају по њима.
18. Јарчевић Т. Недељко, звани „Швабо“, из Купреса, рођен 1950. у селу Горње Равно. Убијен 6. априла 1992.
19. Канлић Г. Војислав, звани „Крезо“, из Купреса, рођен 1955. у Доњем Маловану. Рањен 4. априла 1992. из снајпера, а затим убијен из непосредне близине од групе хрватских војника међу којима је био и Перо Ивић.
20. Канлић Д. Мирко, из Купреса, рођен 1950. године у Доњем Маловану. Убијен у подрум Миленка Виле 5. априла 1992.
21. Карајлић Нико, из Купреса, заклан 6. априла 1992.
22. Каран С. Недељко, из Купреса, рођен 1949. у Благају. Убијен у подрум Миленка Виле 6. априла 1992.
23. Керановић Б. Марко, из Купреса, рођен 1948. у Горњем Вуковску, заселак Бућевача. Убијен 6. априла 1992. на падинама Мале Плазенице, приликом покушаја бекства из опкољеног Купреса.
24. Кнежић М. Раде, рођен 1926. у селу Шеменовцима. Убијен 6. априла 1992. године у подножју Мале Плазенице.
25. Контић В. Лазо, из Купреса, рођен 1960. у месту Горње Равно. Заробљен 6. априла 1992. и одмах убијен по наредби Зорана Радића званог „Зеко“, Хрвата из Купреса. Он је једини био у војничкој униформи.
26. Контић С. Милорад, звани „Ћиро“, из Купреса, рођен 1958. у месту Горње Равно. Убијен 6. априла 1992.
27. Лугоња Лазо, из села Равно, општина Купрес, убијен у свом селу.
28. Лугоња Б. Стево, возач, из Купреса, рођен 1966. у месту Доње Равно. Изведен из своје куће 6. априла 1992. и по наредби „Филиповића“, команданта ХВО, одмах је, на лицу места, био стрељан.
29. Малеш Б. Нико, рођен 1941. године у селу Рилићу. Убијен 7. априла 1992. у шуми између риличког Црног Врха и доњевуковског засеока Кудиљи.
30. Манојловић С. Ђорђе, рођен 1955. у селу Горњем Вуковском. Убијен 6. априла 1992. у подножју Мале Плазенице код Купреса, приликом покушаја бекства из опкољеног Купреса.
31. Марић Ј. Спасоје, рођен 1933. у селу Занаглини. Убијен у занаглинској шуми 9. априла 1992.
32. Марић Станко, рођен 1949. у селу Рилићу. Убијен 6. априла 1992. године у подножју Мале Плазенице код Купреса, приликом покушаја бекства из опкољеног Купреса.
33. Марковић М. Драган, звани „Гаца“, рођен 1969. у Купресу. Убијен 6. априла 1992. године у Купресу у близини своје куће, у центру града.
34. Милиновић П. Марко, из Купреса, рођен 1959. године у Доњем Маловану. Убијен са групом Срба у подруму Миленка Виле 5. априла 1992. где су најпре били подвргнути мучењу, а касније постројени уз зид и убијени из ватреног оружја.
35. Милишић М. Милан, рођен 1965. Убијен 6. априла 1992. када је током ноћи покушао да се извуче из опкољеног Купреса.
36. Павловић В. Јово, из Купреса, рођен 1951. Убијен 5. априла 1992. у кући Миленка Виле, у Купресу, где је подвргнут мучењу.
37. Павловић С. Трифко, звани „Лола“, трговац из Купреса, рођен 1957. у селу Доње Вуковско. Убијен 6. априла 1992. ударцем тупим предметом по глави, одваљен му је горњи део лобање.
38. Панић П. Лука, из Купреса, рођен 1946. године у селу Мушић. Убијен у Купресу 6. априла 1992. у близини куће Митра Чивчића.
39. Рудић Љ. Борислав, рођен 1934. у селу Рилићу. Убијен 7. априла 1992. у шуми између риличког Црног Врха и доњевуковског засеока Кудиљи.
40. Соро (Ђуре) Душан, рођен 1934. године у Занаглини, крај Купреса. Убијен 7. априла 1992. у шуми између риличког Црног Врха и доњевуковског засеока Кудиљи.
41. Соро (Ђорђа) Душан, рођен 1934. године у Занаглини, крај Купреса. Убијен 10. априла 1992. у занаглинској шуми.
42. Спремо И. Анђа, рођена 1935. године. Убијена априла 1992. године у својој кући у Купресу, где је потом заједно са кућом спаљена.
43. Спремо М. Бранислав, рођен 1950. Убијен априла 1992. године пред својом кућом.
44. Спремо Б. Милорад, рођен 1936. године. Убијен 9. априла 1992. године у занаглинској шуми.
45. Спремо Ј. Савица, рођена 1920. Убијена априла 1992. године у својој кући у Купресу, где је потом заједно са кућом спаљена.
46. Спремо Н. Симо, рођен 1930. у Беговом Селу, крај Купреса. Убијен од стране хрватских војника 7. априла 1992. године приликом повлачења из Купреса. Пре тога је злостављан.
47. Спремо С. Страило, рођен 1909. Убијен 9. априла 1992. у занаглинској шуми.
48. Челебић П. Драго, из Купреса, рођен 1966. у месту Горње Равно. Убијен је 6. априла 1992. Изведен је заједно са Стевом Лугоњом из куће Спремо Петра и по наредби „Филиповића“ стрељан на улици, испред куће Омера Хусеинбеговића.
49. Шешум М. Момчило, из Купреса, рођен 1937. у Занаглини, крај Купреса. Затворен са групом Срба у подруму Миленка Виле 5. априла 1992. године где су најпре били подвргнути мучењу, а касније постројени уз зид и убијени из ватреног оружја.
50. Шкобић П. Ненад, рођен 1954. у селу Ботуну. Убијен 7. априла 1992. године код Чајуше близу села Горњег Малована, приликом покушаја бекства из опкољеног Купреса.
51. Шкобић Стојан, рођен 1957. у селу Ботуну. Убијен 7. априла 1992. године код Чајуше близу села Горњег Малована, приликом покушаја бекства из опкољеног Купреса.
52. Шормаз Ј. Драган, из Купреса, рођен 1952. у Рилићу, крај Купреса. Затворен са групом Срба у подруму Миленка Виле где су били подвргнути мучењу, а потом стрељани.
53. НН, купрешки Србин, масакриран априла 1992. године у Купресу, од стране Хрвата, који су му претходно ударцима пребили прсте на рукама, а потом му маљем смрскали лобању.[тражи се извор]

### Убијени српски цивили, током маја 1992.
1. Зубић Стојан, из Купреса, за време боравка по логорима био је мучен, тако да је умро од последица мучења 15. маја 1992.
2. Каулић Марко, из Купреса. Убијен 1. маја 1992. у селу Оџак.[тражи се извор]

### Одведени у логоре 1992.
Припадници војске Хрватске чим су напали Купрес 3. априла 1992. започели су паралелно са убијањем и хапшење српских цивила. У просторијама предузећа „Квалитет“ су доводили ухапшене српске цивиле, где их је било више од 100. Затим су спроведени у хрватско село Шујице, а после у Дувно, и на крају у сплитску „Лору“. С тим да се једној групи ухапшених Срба на путу до Лоре губи сваки траг.

#### Сплитска Лора
1. Драгољевић С. Славко, наставник из села Мушић, рођен 1946. године у месту Равно, Купрес.
2. Дувњак Душан, звани „Дука“, из Купреса,
3. Дувњак М. Марко, из Купреса, рођен 1947. године у месту Прибеља, крај Гламоча.
4. Дувњак С. Никола, рођен 1957. у Доњем Маловану.
5. Зубић Петар, мучен и злостављан у логору „Лора“ у Сплиту, а потом убијен.
6. Канлић Пајо, из Купреса,
7. Канлић Ј. Спасоје, рођен 1957. у Доњем Маловану.
8. Лугоња Б. Ратко, из села Равно, крај Купреса, рођен 1962. у Равном.
9. Марић Р. Ђорђе, звани „Буго“, из Купреса, рођен 1932. године у Доњем Маловану.
10. Марић О. Јово, звани „Јоцо“ из села Занаглина, рођен 1943.
11. Машић М. Драган, из Беговог Села, крај Купреса, рођен 1960.
12. Машић М. Марко, из Беговог Села, рођен 1951.
13. Машић М. Миливоје, из Купреса, рођен 1954. године у Беговом Селу.
14. Машић М. Ратко (Радован), из Купреса, рођен 1953.
15. Милић Н. Љупко — Љубо, из Купреса, рођен 1941. у Купресу. Ухапшен у Купресу 5. априла 1992.
16. Милић Н. Ратко, из Купреса, рођен 1938. године у месту Брда, крај Купреса.
17. Милићевић Милош, из Купреса,
18. Милишић С. Душан, из Новог Села, крај Купреса, рођен 1959.
19. Никић С. Душан, из села Кудри, крај Купреса, рођен 1951. у месту Вуковско.
20. Спремо С. Петар, рођен 1945. у Беговом Селу. Умро после стравичних мучења у логору „Лора“ у Сплиту у Хрватској.
21. Чипчић Мирко, из села Равно.[тражи се извор]

#### Љубушки, Вогорац
1. Вуковић Ђорђе, убијен стравичним батинама у логору у Љубушком, а након тога је његово тело поливено бензином и спаљено.
2. Зубић Г. Стојан, рођен 1925. у селу Благају, крај Купреса. Умро од последица мучења 10. маја 1992. у болници у Книну, пошто је размењен.
3. Спремо В. Миле, рођен 1946. у Беговом Селу. Умро 23. априла 1992. током мучења у логору у Вргорцу, на територији Хрватске.
4. Шербез Анђелко, након тешког батинања умро у логору у Љубушком, а његово тело је поливено бензином и спаљено.[тражи се извор]

## Налогодавци
1. Рајић Божа (Божин), оснивач странке ХДЗ у Купресу и паравојних формација у Купресу. Позвао је војне и паравојне снаге из Хрватске. Био је главни координатор за напад на Купрес, и вршења злочина над Србима.
2. Гласновић Давор, зв. „Филиповић“, командант хрватске јединице „Жути мрави“ из Вуковара, која је заузела Купрес 6. априла 1992.
3. Филиповић Томислав, генерал ХВ, који је у саставу јединице „Зрински“ априла 1992. године учествовао у убиствима Срба у Купресу.[тражи се извор]

## Извршиоци злочина
1. Антић Перо, нарочито се истицао у мучењу заробљених Срба у логору у Љубушком,
2. Баришић Ф. Јозо, звани „Јоца“, трговац, рођен 1943. у селу Олово, био је члан паравојних хрватских формација.
3. Баришић Мирко,
4. Бошковић, бивши капетан бивше ЈНА, један од мучитеља у Вргорцу.
5. Булут Мирко,
6. Вила М. Бариша, звани „Баре“, ветеринар, из Вилиних кућа крај Купреса, рођен 18. 10. 1962.
7. Вила Н. Зоран, зв. „Чакија“, бравар, из Купреса, рођен 20. 6. 1964.
8. Вила М. Зоран, рођен 1960.
9. Вила М. Игор, из Купреса, рођен 6. 10. 1972. у Јајцу.
10. Вила Илија.
11. Вила Д. Марко, директор ИГО "Купрес", из Купреса, рођен 22. 1. 1954. у месту Вилине куће, крај Купреса. Био је командант Оперативног штаба паравојних формација станке ХДЗ Купрес.
12. Вила М. Мијо, бравар, рођен 27. 11. 1953. у Купресу.
13. Вила М. Миленко, звани „Никола“, шумарски техничар, запослен у ШИП "Купрес", рођен 11. 9. 1946.
14. Вила М. Мирко, лекар, из Купреса, рођен 12. 8. 1960.
15. Вила Никола, учествовао у злочинима над Србима у Купресу априла 1992.
16. ... Владо, звани „Вуковарац“, мучитељ из „Лоре“.
17. Вргоч И. Мирослав, трговац, из Купреса, рођен 20. 4. 1945. у Валпову,
18. ... Дара.
19. Дујић Томо, управник логора „Лора“,
20. Думанчић И. Драгун, звани „Јунац“, руководилац у Земљорадничке задруге "Купрес", рођен 31. 10. 1958. у Злоселу, крај Купреса.
21. Думанчић Т. Перо, звани „Кличин“, земљорадник, из Купреса, рођен 9. 4. 1943. године у Бугојну,
22. Жуљ Ф. Бранко, зв. „Бане“, рођен у селу Злоселима,
23. Жуљ Д. Божо, из Злосела, рођен 19. 9. 1951.
24. Жуљ Ф. Ивица, зв. „Ико“, возач, из Купреса, рођен 17. 10. 1960. у Злоселу,
25. Жуљ А. Божо, зв. „Пајзин“ и „Бошко“, из Злосела, рођен 3. 8. 1947.
26. „Жућо“, из села Плоча, крај Горњег Вакуфа, истицао се у мучењу ухапшених купрешана у „Лори“.
27. Зрно Н. Борислав, звани „Боро“, професор из Купреса, рођен 14. 11. 1951. у селу Рилић,
28. Зрно Иво, рођен 1. 1. 1955. у селу Шујица,
29. Зрно М. Ивица, рођен 16. 9. 1971. у селу Шујица, крај Купреса,
30. Зрно Н. Јосип, зв. „Нуно“, шумарски техничар. Био на дужности командира милиције у Купресу,
31. Зрно Ф. Јуре, наставник математике, рођен 20. 11. 1944. године у Валпову,
32. Зрно А. Марио, рођен 24. 1. 1971. у селу Шујица,
33. Ивић П. Марко, возач, рођен 28. 9. 1959. у Злоселу,
34. Зрно С. Стипо, рођен 1960. у Купресу,
35. Елез М. Мујука, рођен 1966. у селу Доње Равно,
36. Ереш Бранко, мучитељ у логору Љубушком.
37. Ивић И. Драго, зв. „Шпанц“, ТВ механичар, рођен 1959. у Купресу,
38. Ивић П. Марко, возач, рођен 28. 9. 1959. у Злоселу,
39. Ивковић Марио,
40. Јахић Џ. Расим, милиционер из Купреса, рођен 24. 4. 1953. године у селу Кукавице, крај Купреса.
41. Језиџић Б. Иван, машинбравар, рођен 23. 10. 1967. године у селу Млаква, крај Купреса.
42. Јелић Ј. Анте, звани „Антић“, рођен 14. 9. 1939. у Јурићима, крај Купреса.
43. Камински М. Мирослав, аутопревозник, рођен 7. 7. 1947. у Бугојну,
44. Канлић Бранислав, зв. „Генерал“, мучитељ у логору Љубушком.
45. Кметаш М. Ибро, рођен 1958. у селу Доње Равно,
46. Кметаш Ђ. Хамдија, рођен 1952. у селу Доње Равно,
47. Корозовић Фадил, бивши официр авијације ЈНА, командир јединице муслиманске војске у Купресу.
48. Кришто Иван, звани „Дугоњче“, мучитељ из Дувна,
49. Куна А. Иван, рођен 1952. у селу Османлијама, крај Купреса,
50. Куна (Марте) Здравко, зв. „Чупо“, рођен 1966. у Купресу,
51. Ледић Е. Драгун, милицајац у Купресу, рођен 13. 6. 1965.
52. Ледић Д. Маниел, рођен 5. 4. 1943. у Купресу,
53. Ловрић Н. Марко, металски радник, рођен 2. 1. 1955. у селу Османлије,
54. Лозанчић В. Зоран, зв. „Мацан“, рођен 1960. у селу Кукавицама,
55. Лозанчић Иво, звани „Ћива“, тенкиста у хрватској војсци.
56. Лозанчић Иво, вулканизер, тенкиста у хрватској војсци.
57. Лозанчић И. Максим, зв. „Гаран“, рођен 1952.
58. Лончар Божо, возач камиона у хрватској војсци.
59. „Македонац“, мучитељ у „Лори“.
60. Малеш М. Иво, трговац, рођен 25. 3. 1936. у Купресу,
61. Мамић Фрањо, рођен 1. 1. 1971. године у селу Зидине, крај Дувна.
62. Манџука И. Зијад, звани „Зијо“, возач, рођен 1. 5. 1945. године у Купресу,
63. Манџука А. Смаил, звани „Смајо“, лекар, рођен 25. 1. 1959. у Купресу,
64. Матић Драган, заповедник логора у Дувну,
65. Матић Недо, мучитељ у логору у Љубушком.
66. Мацић Неђо, из Љубушког, мучитељ из Љубушког.
67. Мил Мијо, из Купреса,
68. Милићевић Недо, мучитељ из Љубушког,
69. Миоч Б. Вилим, рођен 1952. у селу Османлијама,
70. Миоч Б. Јозо, рођен 1956. у селу Османлијама,
71. Миоч Пашко, рођен 1949. године у селу Османлијама,
72. Миоч Фране,
73. Михаљевић Ико,
74. ... Муса, из Широког Брега, мучитељ у логору „Лора“.
75. Павић М. Иван, рођен 1956. у Злоселима,
76. Параџић Крешо, зв. „Ћупо“, мучитељ у логору у Љубушки.
77. Перић Драго, звани „Врића“.
78. Перковић Ј. Анте, звани „Пецо“, милиционер из Купреса, рођен 11. 11. 1954. у селу Ботун,
79. Перковић Ј. Ивица, рођен 1959. у селу Ботун, од оца Јандре,
80. Пилић Е. Екрем, аутомеханичар, радник ШИП "Купрес", рођен 1. 12. 1945. године у Бугојну,
81. Пилић Е. Сафет, звани „Сафо“, власник ауто-школе у Купресу, рођен 27. 7. 1949. у Купресу,
82. Пилић Е. Сејо, возач, рођен 8. 6. 1955. у Купресу,
83. Пилић Е. Сулејман, учитељ у Основној школи „Симо Шолаја“ у Купресу, рођен 24. 10. 1947.
84. Раванчић В. Анте (Ивица), звани „Мајстор“, власник кафића, из Оџака, крај Купреса, рођен 26. 11. 1959.
85. Радић М. Драго, звани „Пуће“, приватни аутопревозник из Купреса, рођен 1. 5. 1962.
86. Радић Зоран, звани „Зеко“, из Купреса, који је рођен у селу Отиновци код Купреса,
87. Радић С. Ивица, рођен 1959. године у селу Горавцима,
88. Радић Р. Ивица, звани „Сребрушин“, рођен 22. 7. 1966. године у месту Горавци, крај Купреса.
89. Радић С. Љупко, звани „Швабин“, рођен 1. 2. 1960. Металски радник, из села Горавци, крај Купреса.
90. Радић Стипе, звани „Дијетло“,
91. Раић И. Анте, рођен 1952. у селу Растичеву,
92. „Рамбо“, најгори мучитељ у „Лори“.
93. Рамчић М. Амир, рођен 14. 5. 1965. у Купресу,
94. Рамчић М. Руждија, рођен 23. 8. 1966. у Бугојну,
95. Раштегорац П. Иво, зв. „Ћива“, вулканизер, рођен 27. 8. 1959. у Горавцима, водич хрватским војницима у Купресу.
96. Ребрина Марко, зв. „Маркица“,
97. Ребрина А. Ратко, директор ШИП Купрес, рођен 14. 3. 1949. у Оџаку,
98. Ребрина Јандра, звани „Скичо“,
99. Слијепчевић М. Ивица, из Шујица,
100. Смољо Ж. Фрањо, звани „Љуљак“, из Олова, рођен 2. 1. 1958. Био резервни официр ЈНА. Запослен у Омладинској задрузи у Купресу. Командант артиљеријске јединице хрватске војске која је напала Купрес априла 1992.
101. Солин Младен, мучитељ у логору Љубушки.
102. Сушец Иван, заменик Драгана Матића, команданта логора у Дувну,
103. Сушец Ивица, мучитељ у логору Љубушки.
104. Томић Синиша, правник из Љубушког, мучитељ и управник логора у Љубушком,
105. Томић Срећко, мучитељ у логору у Дувну и Еминовом Селу.
106. Туралија Амброзије,
107. Туралија П. Драго, зв. „Шакан“, ловочувар у Беговом селу, рођен 1953.
108. Туралија С. Зоро, звани „Зоран“, рођен 26. 4. 1961. у Беговом Селу, чувар лова у ШИП Купрес,
109. Туралија К. Перо, рођен 1959. у Беоговом Сеулу,
110. Туралија Т. Томислав, пољопривредни техничар, из Беговог Села, рођен 1956. у купрешком предграђу Вилине куће,
111. Туралија П. Томо, зв. „Томи“, рођен 1955. у Беговом Селу,
112. ... Фрањо, који је био милиционер пре рата,
113. Хорозовић О. Ахмет, из Купреса,
114. Хорозовић О. Ибро, из Купреса, рођен 3. 5. 1953. у Билом Потоку,
115. Хусеинбеговић Енес, рођен 1960. у Купресу,
116. Чичак Ј. Анте, рођен 1959. у Купресу,
117. Чичак В. Иво, звани „Зец“, рођен у селу Отиновци код Купреса, био чувар у трговинском предузећу у Купресу.
118. Чолић М. Јосип, зв. „Јопа“, рођен 1956. у Османлијама,
119. Шарић С. Божо, из Беговог Села, хрватски војник,
120. Шарић В. Марко, звани „Зрко“ , рођен у Беговом Селу. Један од оснивача и предводника паравојних формација у Купресу 1991-1992.
121. Шарић С. Недо, бравар, из Беговог Села, припадник паравојних формација у Купресу од 1991.
122. Шимић И. Дарко, рођен 7. 10. 1969. у Купресу,
123. Шимић И. Дражен, рођен 10. 5. 1972. у Купресу,
124. НН војник, крупан, црне косе и бркова.[тражи се извор]

## Оптужнице
29. марта 2013. године МУП Републике Српске подноси кривичну пријаву Тужилаштву БиХ, за ратни злочин почињен над српским цивилима на подручју Купреса у периоду април-мај 1992. против 8 особа хрватске националности, чланова ХВО, ЗНГ и ХОС. То су: Божо Рајић, Давор Гласновић, Жељко Гласновић, Миленко Филиповић, Марко Вила, Иво Чичак, Драган Марић, и извесни Бошковић.

## Последице
Српско становништво на подручју Купреса током пролећа 1992. је преживело велику голготу. Команде Бањалучког корпуса и 30. партизанске дивизије почетком априла покрећу акцију ослобађања општине Купрес. Мада је Војска Републике Српске званично основана тек 12. маја 1992. године, борци и јединице ЈНА који су учествовали у операцији били су готово комплетно носиоци борбених деловања ВРС током наредних година рата. Након доласка јединица ЈНА и ослобођења Купреса 8. априла 1992. у Операцији Купрес 92 ситуација се нормализовала. А генерал ЈНА Славко Лисица наређује да се спроведе акција проналаска свих убијених Срба, које су хрватске јединице убиле 3. до 7. априла 1992.
Живот се у граду Купресу и околини нормализовао колико је то било могуће јер је линија фронта према хрватским селима била свега неколико километара.
Покушавана је размена заробљеника 29. јуна 1993. у Челебићу код Ливна, коју је са српске стране водио Митар Марић председник општине Купрес, а са хрватске стране представници ХВО: Божо Рајић, Јозо Марић, Валентин Ћорић, уз посредовање представника посматрачке мисије ЕУ. Али је хрватска страна изиграла договор.
Већ крајем октобра 1994. године крећу муслиманске операције из правца Бугојна ка Купресу.
Почетком новембра 1994. године здружене хрватско-муслиманске снаге (ХВО и Армија БиХ), у операцији "Цинцар 94", поново нападају Купрес и заузимају га. Том приликом су непријатељске снаге биле далеко надмоћније и бројале су преко 30.000 војника, док су српске снаге бројале око 3.500 бораца ВРС. Ово је иначе прва заједничка операција хрватских и муслиманских снага у БиХ после Вашингтонског споразума. Након друге окупације Купреса, српско становништво је отишло у избеглиштво, напуштајући родни крај, бојећи се освете, јер свако ко је остајао код својих кућа бивао би убијен и опљачкан.
Хрватска војска је учешћем у овој акцији себи стварала повољне позиције за касније извођење операција "Љето 95" и "Олуја".
Након Дејтонског споразума 1995. године, Купрес остаје у саставу МХ федерације. Данас, у Купресу и околини, вратило се мало Срба. Већином су расути по свету, далеко од завичаја.
Судбина 14 Срба који су одведени у логоре Лора, Задар и Љубушки ни данас није позната.